# Kaliumferricyanid
Kaliumferricyanid är en kemisk förening med formeln K3Fe(CN)6.

## Blodlutsalt
När forna tiders alkemister kokade blod tillsammans med pottaska fann de att det bildades ett vattenlösligt salt. Beroende på hur mycket syre som lösningen utsattes för under uppvärmningen så blev saltet antingen gult eller rött. Därav namnen rött respektive gult blodlutsalt.

## Framställning
Kaliumferricyanid framställs idag genom oxidering av kaliumferrocyanid med till exempel klorgas eller väteperoxid.
{\displaystyle {\rm {2\ K_{4}Fe(CN)_{6}+Cl_{2}\rightarrow 2\ K_{3}Fe(CN)_{6}+2\ KCl}}}
{\displaystyle {\rm {2\ K_{4}Fe(CN)_{6}+H_{2}O_{2}\rightarrow 2\ K_{3}Fe(CN)_{6}+2\ KOH}}}

## Användning
En blandning av kaliumferricyanid och fenolftalein kallas Ferroxylindikatorlösning. Lösningen är i normala fall färglös, men blir blå (genom bildandet av berlinerblått) om det utsätts för Fe2+-joner och rosa i kontakt med hydroxid-joner. Lösningen används för att upptäcka oxiderat järn på ytor av stål innan de leder till rost.
Kaliumferricyanid används också inom fototeknik, härdning och färgning.